# Consejo de Seguridad Nuclear
Der Consejo de Seguridad Nuclear (Abkürzung CSN; etwa: „Rat für Nukleare Sicherheit“) ist die spanische Atomaufsichtsbehörde. Sie ist unabhängig von der Zentralregierung und hat eine eigene Rechtspersönlichkeit. Ihre Aufgabe ist es, die nukleare Sicherheit und den Strahlenschutz des Menschen und der Umwelt zu gewährleisten. Seine Struktur, Funktionen, Befugnisse und Organisation wurden im Oktober 2007 reformiert (Ley de Creación, etwa: „Gesetz der Schöpfung“).
Die Behörde mit Sitz in Madrid veröffentlicht auch operative Daten aus spanischen Kernkraftwerken (Betriebsart, thermische und elektrische Leistung, Druck, primäre Konzentration von Bor in den Kernreaktoren und anderes). Der CSN ist (Stand März 2014) ein Kollegialorgan aus einem Vorsitzenden, einem stellvertretenden Vorsitzenden und drei Direktoren. Ihre Amtszeit ist auf zwei Amtszeiten von jeweils sechs Jahren begrenzt. Insgesamt hat der CSN (Stand Dezember 2014) über 446 Mitarbeiter (davon über 60 % technisches Personal).

## Geschichte
Artikel 5 des Gesetzes Nr. 25/1964 vom 29. April über die Kernenergie erwähnte eine Aufsichtsbehörde (“…tendrá por misión fomentar, orientar, dirigir investigaciones, estudios, experiencias y trabajos conducentes al desarrollo de las aplicaciones de la energía nuclear, a los fines nacionales y a la promoción de una industria de materiales y equipos nucleares”). 
1977/78 endete in Spanien die Franco-Ära. 
Im September 1977 begann die erste Regierung der spanischen Demokratie die Arbeit für die Vorbereitung eines Energieplans für die Jahre 1978–1987. Man diskutierte die Idee, eine unabhängige Atomaufsichtsbehörde zu schaffen (dies war in den Jahren zuvor in einigen anderen Industrieländern geschehen; siehe Atomaufsichtsbehörde#Geschichte). 1979 beschäftigte sich das spanische Parlament mit dem Plan. Mit dem Gesetz 15/80 vom 22. April 1980 und dem Königlichen Dekret 82 11-57 wurde die Satzung des 'Consejo de Seguridad Nuclear' entwickelt. Die ersten fünf Präsidenten seit seiner Gründung waren Francisco Pascual Martinez, Donato Fuejo See, Juan Manuel Bonilla Kindelan Gomez, Maria-Teresa Estevan Bolea und Carmen Martínez Ten.
Am 7. November 2007 wurde das Gesetz 33/2007 (Reform der CSN) verabschiedet.

## Funktionen
Der CSN ist ein Kollegialorgan aus einem Vorsitzenden, stellvertretenden Vorsitzenden und drei Direktoren. Jeder der fünf kann maximal zwei Amtszeiten von sechs Jahren ausüben. 
Die Mitglieder sind (Stand Dezember 2016):
- Präsident, Fernando Marti Scharfhausen (ernannt 28. Dezember 2012)
- Vizepräsidentin, Rosario Velasco García (ernannt 22. Februar 2013)
- Kommissionsmitglied, Javier Dies Llovera (ernannt 16. Oktober 2015)
- Kommissionsmitglied, Fernando Vicente Castelló Boronat (ernannt 22. Februar 2013)
- Kommissionsmitglied, Cristina Narbona Ruiz (ernannt 28. Dezember 2012)

Generalsekretärin ist seit 2013 Maria Luisa Rodríguez López.
Das Organ wird in seiner Arbeit von einem Generalsekretariat unterstützt.
Der CSN erteilt Genehmigungen (z. B. Betriebsgenehmigungen), inspiziert Anlagen, macht Verbesserungsvorschläge, kann Sanktionen verhängen, wenn Vorschriften nicht eingehalten wurden, veröffentlicht technische Standards, prüft Notfallpläne, prüft den Strahlenschutz der Arbeitnehmer und der Allgemeinheit, misst emittierte und immittierte Strahlungsmengen. 
Der CSN kann den Bau oder den Betrieb von Anlagen aus Sicherheitsgründen einstellen. Lizenzen an Personen, die für den Betrieb der Einrichtungen, die den Einfluss dieser auf die Umwelt und setzt die Grenzen und Bedingungen für den Betrieb, so dass es stellt keine inakzeptablen radiologischen Auswirkungen auf den Menschen oder die Umwelt. Der CSN informiert die Öffentlichkeit über Angelegenheiten im Rahmen seiner Zuständigkeiten und Tätigkeiten. Auch berichtet er jährlich verschiedenen Parlamenten und anderen Gremien (spanisches Parlament und Parlamente der Regionen, in deren Gebiet kerntechnische Anlagen liegen).